# Kempens roodbont
Het Kempens roodbont rund is een van de vier rundveerassen die België nog rijk is. Velen spreken over het Belgisch roodbont, maar deze laatste benaming verwijst eerder naar de variant van de roodbonte Holstein. Deze variant is er gekomen toen men vanaf de jaren zeventig het Kempens roodbont rund ging kruisen met de rode Holstein om de melkproductie te verhogen.